# 霍莉·埃德蒙斯顿
霍莉·埃德蒙斯顿（英語：Holly Edmondston，1996年12月5日—）是一名新西兰女子场地自行车运动员。2019年2月，她在2019年世界场地自行车锦标赛女子团体追逐赛项目上联同队友赢得铜牌。